# Casalvecchio di Puglia
Casalvecchio di Puglia község (comune) Olaszország Puglia régiójában, Foggia megyében.

## Fekvése
Foggiától északnyugatra, a Dauniai-szubappenninek vidékén fekszik.

## Története
A települést 1461-ben itt letelepedő albánok alapították, akik a török uralom elől menekültek. Az albán kisebbség lélekszáma ma is jelentős. A második világháborút követően több hullámban újabb menekültek érkeztek a településre. Jellegzetes albán dialektust beszélnek, az arberest. 

## Népessége
A lakosság számának alakulása:

## Főbb látnivalói
- San Nicola-templom - a 16. század elején épült.